# Antemídies
Anthemideae és una tribu de la subfamília de les asteròidies (Asteroideae).

## Particularitats
Entre les espècies de Anthemideae cal mencionar els crisantems (Chrysanthemum) i la margarida de prat (Leucanthemum vulgare), la margarida per excel·lència, tot i que existeixen moltes més espècies de plantes amb flor anomenades margarides, margaridoies o margalides.
Entre les plantes d'usos medicinals cal mencionar la camamilla (Matricaria chamomilla). 
Compta amb els gèneres següents:
| - Aaronsohnia - Achillea - Adenanthellum - Adenoglossa - Ajania - Allardia - Anacyclus - Anthemis - Argyranthemum - Artemisia - Artemisiella - Asaemia - Athanasia - Brachanthemum - Castrilanthemum - Chamaemelum - Chlamydophora - Chrysanthemum - Chrysanthoglossum - Cladanthus - Coleostephus - Cota - Cotula - Crossostephium - Cymbopappus - Daveaua - Elachanthemum - Endopappus - Eriocephalus - Eumorphia - Filifolium - Foveolina - Glossopappus - Gonospermum - Gymnopentzia - Handelia | - Heliocauta - Heteranthemis - Heteromera - Hilliardia - Hippia - Hippolytia - Hymenolepis - Hymenostemma - Inezia - Inulanthera - Ismelia - Kaschgaria - Lasiospermum - Lepidolopha - Lepidolopsis - Lepidophorum - Leptinella - Leucanthemella - Leucanthemopsis - Leucanthemum - Leucocyclus - Leucoptera - Lidbeckia - Lonas - Lugoa - Marasmodes - Matricaria - Mauranthemum - Mausolea - Mecomischus - Microcephala - Myxopappus - Nananthea - Neopallasia - Nipponanthemum - Nivellea | - Oncosiphon - Opisthopappus - Osmitopsis - Otanthus - Otospermum - Pentzia - Phaeostigma - Phalacrocarpum - Phymaspermum - Picrothamnus - Plagius - Prolongoa - Pseudohandelia - Rennera - Rhetinolepis - Rhodanthemum - Richteria - Santolina - Schistostephium - Sclerorhachis - Seriphidium - Soliva - Sphaeromeria - Stilpnolepis - Tanacetopsis - Tanacetum - Thaminophyllum - Trichanthemis - Tridactylina - Tripleurospermum - Turaniphytum - Ursinia - Xylanthemum |